# 1979-es Formula–1 osztrák nagydíj
Az osztrák nagydíj volt az 1979-es Formula–1 világbajnokság tizenegyedik futama.

## Futam
Az Alpokban fekvő Österreichring kedvezett a Renault turbómotorjának, így Arnoux-é lett a pole Jones, Jabouille és Lauda előtt. A verseny a rajt után Villeneuve-é lett a avezetés, miután nagyszerűen rajtolt a hatodik helyről. A kanadait Jones, Lauda és Arnoux követte, míg Jabouille kuplungja miatt kilencediknek esett vissza, de gyorsan visszazárkózott. Villeneuve a 3. körig vezetett, amikor Jones állt az élre. A 11. körben Laudát megelőző Arnoux-t hamarosan megelőzte csapattársa, de Jabouille nem sokkal ezután kiesett kuplungjának végleges meghibásodása miatt. Arnoux az utolsó körökben üzemanyag-ellátási problémával küzdött, emiatt kiállt szerelőihez, hatodiknak esett vissza. A második helyet Villeneuve szerezte meg a győztes Jones mögött, míg Laffite az utolsó körben megelőzte Schecktert, aki így negyedik lett.
| Helyezés | #  | Versenyző             | Csapat/Motor       | Körök | Idő/Kiesés oka | Rajthely | Pontszám |
| -------- | -- | --------------------- | ------------------ | ----- | -------------- | -------- | -------- |
| 1        | 27 | Alan Jones            | Williams-Ford      | 54    | 1:27:38,01     | 2        | 9        |
| 2        | 12 | Gilles Villeneuve     | Ferrari            | 54    | +36,05         | 5        | 6        |
| 3        | 26 | Jacques Laffite       | Ligier-Ford        | 54    | +46,77         | 8        | 4        |
| 4        | 11 | Jody Scheckter        | Ferrari            | 54    | +47,21         | 9        | 3        |
| 5        | 28 | Clay Regazzoni        | Williams-Ford      | 54    | +48,92         | 6        | 2        |
| 6        | 16 | René Arnoux           | Renault            | 53    | +1 kör         | 1        | 1        |
| 7        | 3  | Didier Pironi         | Tyrrell-Ford       | 53    | +1 kör         | 10       |          |
| 8        | 22 | Derek Daly            | Tyrrell-Ford       | 53    | +1 kör         | 11       |          |
| 9        | 7  | John Watson           | McLaren-Ford       | 53    | +1 kör         | 16       |          |
| 10       | 8  | Patrick Tambay        | McLaren-Ford       | 53    | +1 kör         | 14       |          |
| Kiesett  | 5  | Niki Lauda            | Brabham-Alfa Romeo | 45    | Motorhiba      | 4        |          |
| Kiesett  | 22 | Patrick Gaillard      | Ensign-Ford        | 42    | Felfüggesztés  | 24       |          |
| Kiesett  | 29 | Riccardo Patrese      | Arrows-Ford        | 34    | Felfüggesztés  | 13       |          |
| Kiesett  | 18 | Elio de Angelis       | Shadow-Ford        | 34    | Motorhiba      | 22       |          |
| Kiesett  | 6  | Nelson Piquet         | Brabham-Alfa Romeo | 32    | Motorhiba      | 7        |          |
| Kiesett  | 9  | Hans-Joachim Stuck    | ATS-Ford           | 28    | Motorhiba      | 18       |          |
| Kiesett  | 25 | Jacky Ickx            | Ligier-Ford        | 26    | Motorhiba      | 21       |          |
| Kiesett  | 2  | Carlos Reutemann      | Lotus-Ford         | 22    | Meghajtás      | 17       |          |
| Kiesett  | 15 | Jean-Pierre Jabouille | Renault            | 16    | Váltó          | 3        |          |
| Kiesett  | 20 | Keke Rosberg          | Wolf-Ford          | 15    | Elektronika    | 19       |          |
| Kiesett  | 14 | Emerson Fittipaldi    | Fittipaldi-Ford    | 15    | Fék            | 12       |          |
| Kiesett  | 17 | Jan Lammers           | Shadow-Ford        | 3     | Baleset        | 23       |          |
| Kiesett  | 30 | Jochen Mass           | Arrows-Ford        | 1     | Motorhiba      | 20       |          |
| Kiesett  | 1  | Mario Andretti        | Lotus-Ford         | 0     | Kuplung        | 15       |          |
| NK       | 31 | Héctor Rebaque        | Lotus-Ford         |       |                |          |          |
| NK       | 24 | Arturo Merzario       | Merzario-Ford      |       |                |          |          |

## Statisztikák
Vezető helyen:
- Gilles Villeneuve: 3 (1-3)
- Alan Jones: 51 (4-54)

Alan Jones 3. győzelme, René Arnoux 1. pole-pozíciója, 2. leggyorsabb köre.
- Williams 3. győzelme.